# Aromobatidae
Famille
Les Aromobatidae sont une famille d'amphibiens. Elle a été créée par Grant, Frost, Caldwell, Gagliardo, Haddad, Kok, Means, Noonan, Schargel et Wheeler en 2006.

## Répartition
Les espèces des cinq genres de cette famille se rencontrent en Amérique du Sud et en Amérique centrale.

## Liste des sous-familles et genres
Selon Amphibian Species of the World (19 novembre 2016) :
- sous-famille Allobatinae Grant, Frost, Caldwell, Gagliardo, Haddad, Kok, Means, Noonan, Schargel & Wheeler, 2006
  - genre Allobates Zimmermann & Zimmermann, 1988
- sous-famille Anomaloglossinae Grant, Frost, Caldwell, Gagliardo, Haddad, Kok, Means, Noonan, Schargel & Wheeler, 2006
  - genre Anomaloglossus Grant, Frost, Caldwell, Gagliardo, Haddad, Kok, Means, Noonan, Schargel & Wheeler, 2006
  - genre Rheobates Grant, Frost, Caldwell, Gagliardo, Haddad, Kok, Means, Noonan, Schargel & Wheeler, 2006
- sous-famille Aromobatinae Grant, Frost, Caldwell, Gagliardo, Haddad, Kok, Means, Noonan, Schargel & Wheeler, 2006
  - genre Aromobates Myers, Paolillo-O. & Daly, 1991
  - genre Mannophryne La Marca, 1992
- espèce incertae sedis
  - "Prostherapis" dunni Rivero, 1961

## Publication originale
- Grant, Frost, Caldwell, Gagliardo, Haddad, Kok, Means, Noonan, Schargel & Wheeler, 2006 : Phylogenetic systematics of dart-poison frogs and their relatives (Amphibia: Athesphatanura: Dendrobatidae).  Bulletin of the American Museum of Natural History, no 299, p. 1-262 (texte intégral).